# Hieronymus Frey
Hieronymus I. Frey (* ca. 1535 in Diessenhofen; † 4. August 1585 in Muri) war ein Schweizer Benediktinermönch. Von 1564 bis zu seinem Tod war er Abt des Klosters Muri in den Freien Ämtern (im heutigen Kanton Aargau).

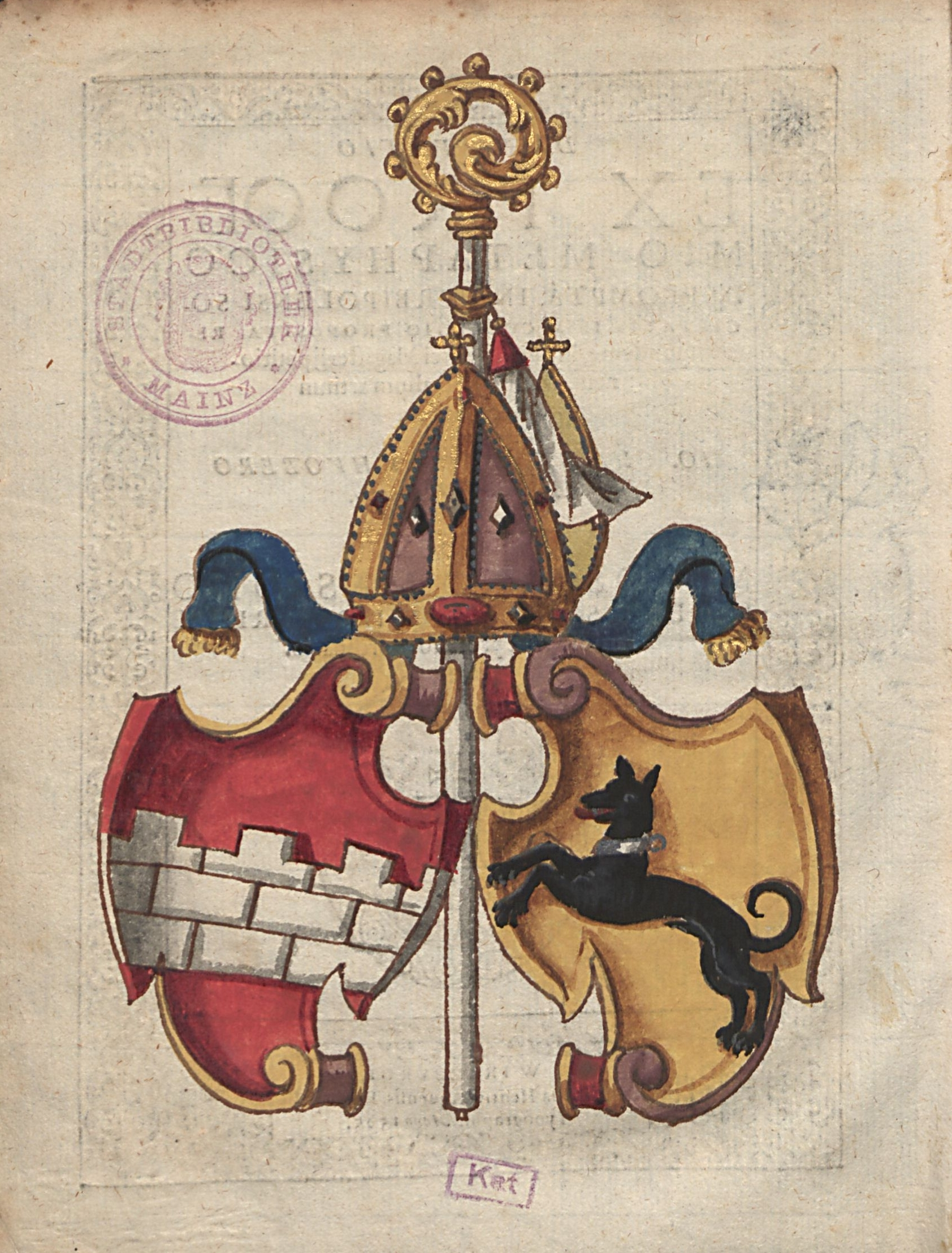
Koloriertes handgezeichnetes Wappen von Hieronymus Frey. Enthalten in: DISPVTATIO EX PROOEMIO METAPHYSICO DEPROMPTA ... / Mashon, Toussaint ; Huober, Johannes Christoph. Wirtzbvrgi : Henricus Aquensis, 1585. Signatur der Wissenschaftlichen Stadtbibliothek Mainz: XIII n:4º / 311 a, 32 (Rarum)

Der Sohn des Diessenhofer Ratsherrn Bernhard Frey trat 1551 in die Klosterschule von Muri ein und legte zwei Jahre später die Profess ab. Frey übernahm 1557 das Amt des Pfarrers von Boswil, einer Kollatur des Klosters. 1564 wurde er schliesslich zum Abt gewählt. Ihm oblag die Durchsetzung der beim Konzil von Trient beschlossenen Reformen, doch stiess er im Konvent teilweise auf heftigen Widerstand, insbesondere was die Aufhebung der Pfründenwirtschaft betraf. Aus diesem Grund widmete sich Frey verstärkt der wirtschaftlichen Entwicklung des Klosters, indem er Güter und Einkünfte bereinigte sowie Urbarien und Lehensbücher neu anlegte. Ausserdem verfasste er neue Satzungen für die Nonnen des Klosters Hermetschwil und liess die Klosterbibliothek erweitern. Einem Bericht des Chronisten Augustin Stöcklin zufolge starb er durch einen Blitzeinschlag in die Klosterkirche.